# Ellinge slot
Ellinge (svensk: Ellinge slott) er et slot i det vestlige Skåne. Godset er et af Skånes ældste godser. Det er formodentlig oprettet som forsvarsborg i 1200-tallet. Slottet ligger ved Bråån syd for Eslöv.
Ellinge slot blev inddraget af den danske krone og blev i 1511 solgt til Henrik Krummedige, en af tidens mest betydningsfulde mænd, bl.a. dansk-norsk rigsråd, med Bohus i forlening. Før Henrik Krummediges død i 1530 var Eske Bille, gift med hans datter Sophie, ejer af Ellinge, Månstorp og Vallens slot i Halland. I Skåne blev Eske Bille kaldt "Eske den rige". Det var sandsynligvis ham, der c. 1537 grundlagde Månstorps slot. Under Grevens Fejde blev Ellinge indtaget og plyndret af bønderne, fordi Bille havde sluttet sig til Christian 3. mod Christian 2.
Ellinge blev bygget som en forsvarsborg med voldgrave, og er et af Skånes ældste godser med aner tilbage til 1100-tallet. Den oprindelige skånsk-danske lukkede borg blev i 1735 ombygget til en åben herregård i svensk stil. Samtidig blev der anlagt en ny park. I 1854 blev den nordre fløj revet ned, og erstattet med den nuværende tårnagtige stenbygning. Hovedbygningen fik gavle i en slags renæssancestil.
Biskop Jakob Erlandsen og hans familie var knyttet til slottet. I dag er Ellinge Slot i privat eje.